# Ждановка (Оренбургская область)
Жда́новка — село в Александровском районе Оренбургской области. Административный центр Ждановского сельсовета.

## География
Село названо в честь советского государственного и партийного деятеля Андрея Александровича Жданова (1896—1948)
Село находится на расстоянии 30 км к северу от села Александровка, административного центра района, и 100 км к северо-западу от города Оренбург, административного центра области.

### Часовой пояс
Село Ждановка, как и вся Оренбургская область, находится в часовой зоне МСК+2. Смещение применяемого времени относительно UTC составляет +5:00.

## История
Колония № 8 (позже — Романовка) основана в 1895 году немцами-меннонитами переселенцами из Таврической губернии. В 1930-х годах в состав населённого пункта было включено село Деевка .

## Население
| 2010 |
| ---- |
| 1143 |

## Улицы
| - ул. Заводская, - ул. Калинина, - ул. Кирова, - ул. Комсомольская, - ул. Ленина, | - ул. Ленинградская, - ул. Молодёжная, - ул. Октябрьская, - ул. Первомайская, - ул. Победы, | - ул. Советская, - ул. Советская, - ул. Сырозаводская, - ул. Черёмушки. |